# یواس‌اس دلتا (۱۸۶۴)
یواس‌اس دلتا (۱۸۶۴) (به انگلیسی: USS Delta (1864)) یک کشتی بود که طول آن ۶۶ فوت (۲۰ متر) بود.